# Тывровский район
Ты́вровский райо́н (укр. Тиврівський район) — упразднённая административная единица в центре Винницкой области Украины. Административный центр — посёлок городского типа Тывров.

## География
Площадь — 880 км² (18-е место среди районов).
Основные реки — Южный Буг.

## История
Район образован в 1923 г.

## Демография
Население района составляет 43 396 человек (на 1 июня 2013 года), в том числе городское население 23 007 человек (53,01 %), сельское — 20 389 человек (46,99 %).

## Административное устройство
Количество советов (рад):
- городских — 1
- поселковых — 2
- сельских — 25

## Населённые пункты
Количество населённых пунктов:
- городов районного значения — 1 (Гнивань)
- посёлков городского типа — 2 (Сутиски, Тывров)
- сёл — 52
- посёлков сельского типа — 1

Всего насчитывается 56 населённых пунктов.

## Экономика
Самые крупные предприятия: Гниванский завод СЖБ,Гниванский карьер, Сутисковский завод АЭА, Вал-РОМ-Украина, Агро-Эталон.

## Транспорт
Через район проходит автобусное соединение с Томашполем, Крыжополем, Могилёв-Подольским, Шаргородом.
В г. Гнивань — железнодорожная станция Гнивань, на которой останавливаются пассажирские и пригородные поезда.
В с. Селище — железнодорожная платформа, на которой останавливаются пригородные поезда.

## Известные люди
- Бушуев, Андрей Николаевич (1950—2003) — Заслуженный строитель Российской Федерации.
- Пачевский, Анатолий Мартынович (род. 1939) — Герой Украины.